# Trousnice
Trousnice (německy Trausnitzberg, 952 m n. m.) je vrchol v západním Krušnohoří, na jihozápadním okraji plošiny nazývané Vlčiny, asi 1,5 km jihovýchodně od vrcholu Trousnické skály. Na vrcholu je malé kamenné moře, východní polovina je v lese, na západní polovině je paseka s výhledem na svahy klesající až do dolního Porolaví, do Sokolovské pánve a na Slavkovský les.
Přístup je lesem, ze žluté turistické značky Odeř – Vysoká Štola, asi 1,5 km po křižovatce cest u rozbořeného domu (hájovna Vlčinec) ve směru do Nejdku, odbočením vlevo do lesa do mírného svahu. Po pravé straně této cesty je ploché údolí Vitického potoka, vytékajícího z nedalekého rašeliniště.